# Judith Aron Rubin
Judith Aron Rubin (* 12. September 1936 in New York) ist eine US-amerikanische Kunsttherapeutin und Psychoanalytikerin.

## Leben
Judith Aron Rubin studierte Kunst am Wellesley College (Bachelor 1957) und Kunsterziehung an der Harvard Graduate School of Education (Master 1959). Sie arbeitete zunächst als Lehrerin. Ab 1963 sammelte sie bei einer Studie zur Kunsttherapie schizophrener Kinder erste Praxiserfahrungen auf diesem Gebiet. Nach weiteren Studien in New York bei Margaret Naumburg und Edith Kramer war sie ab 1968 am Pittsburgh Child Guidance Center tätig. 1976 wurde sie an der University of Pittsburgh mit einer Arbeit zum Thema Child Art Therapy promoviert, die 1978 im Druck erschien und seither mehrere Auflagen erlebte. In den Jahren 1977 bis 1979 war sie Präsidentin der American Art Therapy Association, von der sie 1981 mit einer Honorary Life Membership ausgezeichnet wurde. Zusätzliche Ausbildungen absolvierte sie in den Bereichen Psychologische Beratung (1979) und Psychoanalyse (1983).
Sie gilt ebenso wie Helen B. Landgarten als eine der führenden Vertreterinnen der Kunsttherapie. Sie war in freier Praxis in Pittsburgh tätig, lehrte als Clinical Assistant Professor für Kinderpsychiatrie an der University of Pittsburgh (ab 1974) sowie am Pittsburgh Psychoanalytic Center (ab 1983) und ist Präsidentin der Non-Profit-Organisation Expressive Media, die sie 1985 gemeinsam mit Eleanor Irwin gegründet hat.

## Werke
Sie hat mehrere Bücher veröffentlicht, die zum Teil auch ins Deutsche übertragen wurden. In ihrem Werk Kunsttherapie als Kindertherapie zeigt sie, wie die Kunsttherapie Nöte und Bedürfnisse von Kindern aufgreifen kann, die diese verbal nicht darlegen können, weil sie ihnen nicht bewusst sind oder weil ihnen die sprachlichen Mittel dazu fehlen. Ein zweites Werk Richtungen und Ansätze der Kunsttherapie trägt Beiträge von Anhängern verschiedenster kunsttherapeutischer Richtungen zusammen. Eine Definition der jeweiligen Theorie wird erweitert um die Darlegung der Relevanz dieser Theorie für die Kunsttherapie. Es geht dabei immer um den diagnostischen wie den therapeutischen Aspekt. Fallbeispiele belegen die Umsetzung in die klinische Praxis.

## Schriften
- Kunsttherapie als Kindertherapie. Gerardi / Verlag für Kunsttherapie, Karlsruhe 1993, ISBN 3-927948-98-5
- Richtungen und Ansätze der Kunsttherapie. Gerardi / Verlag für Kunsttherapie, Karlsruhe 1991, ISBN 3-927948-30-6